# Markshall
Markshall of Marks Hall is een landgoed en voormalig gehucht in de gemeente Coggeshall, in het Engelse graafschap Essex. In 1870-72 telde het toen nog zelfstandige dorp 42 inwoners.
Het landhuis dat de naamgever van het gehucht is, werd begin zeventiende eeuw gebouwd en in 1950 afgebroken. Thans is er een natuurpark en arboretum gevestigd, waarvoor de basis werd gelegd door de Welshe land- en mijneigenaar Thomas Phillips Price (1844-1932).